# Anisodes ochraria
Anisodes ochraria är en fjärilsart som beskrevs av Swinhoe 1902. Anisodes ochraria ingår i släktet Anisodes och familjen mätare. Inga underarter finns listade i Catalogue of Life.